# Alberto Villalón

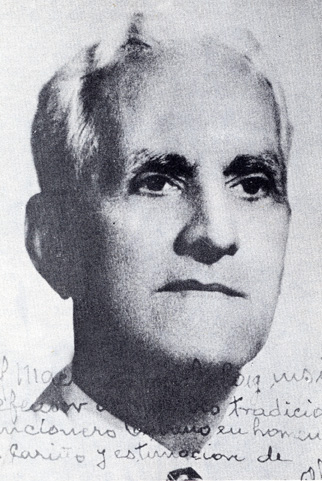
Alberto Villalón

Alberto Villalón Morales (Santiago de Cuba, 7 de junho de 1882 - Havana, 16 de julho de 1955) foi um compositor cubano. É considerado um dos quatro grandes nomes da trova cubana.
Escreveu suas primeiras canções com apenas 14 anos e com 26 anos, formou um quarteto. Seus estudos foram especializados em violão e guitarra e assim, desenvolveu técnicas diferente de harmonia para a trova.
Quando já era consagrado, em 1927 entrou na banda El Sexteto Nacional com outros grandes nomes da música, como Abelardo Barroso e Ignacio Piñeiro, consagrando o grupo, como um dos melhores da música cubana.